# Andrena dmitrii
Andrena dmitrii là một loài Hymenoptera trong họ Andrenidae. Loài này được Osytshnjuk mô tả khoa học năm 1993.